# Liên đoàn bóng đá Bolivia
Liên đoàn bóng đá Bolivia (tiếng Tây Ban Nha: Federación Boliviana de Fútbol) là tổ chức quản lý, điều hành các hoạt động bóng đá ở Bolivia. Liên đoàn quản lý đội tuyển bóng đá quốc gia Bolivia và giải vô địch bóng đá chuyên nghiệp Bolivia. Liên đoàn bóng đá Bolivia gia nhập FIFA và CONMEBOL cùng năm 1926.